# Trude Guermonprez
Trude Guermonprez (nascuda Gertrud Emilie Jalowetz; 1910 - 1976), va ser una artista tèxtil, dissenyadora i educadora nord-americana d'origen alemany, coneguda pels seus tapissos paisatgístics. Influenciada per l'abstracció de la Bauhaus aplicada als tapissos teixits a mà va contribuir en gran manera als moviments d'artesania i art tèxtil dels anys 50, 60 i fins i tot als 70, especialment durant la seva trajectòria al Col·legi d'Arts de Califòrnia.

## Infància i educació
Gertrud Emilie Jalowetz va néixer el 9 de novembre de 1910 a Danzig, Imperi alemany (actual Gdańsk, Polònia). Els seus pares eren austríacs i jueus, ben actius en les arts: La seva mare Johanna Jalowetz (de soltera Groag), era professora de veu i enquadernadora i el seu pare Heinrich Jalowetz era musicòleg i director d'orquestra.
Va aprendre a teixir mentre vivia a Halle, Alemanya, on va assistir a la Universitat d'Art i Disseny Burg Giebichenstein (Escola de Belles Arts i Arts Aplicades de Halle-Saale). Guermonprez va estudiar tèxtil a Halle amb Benita Otte. El 1933, havia rebut una llicenciatura a l'Escola d'Enginyeria Tèxtil de Berlín i una beca per continuar els seus estudis a Suècia i Finlàndia.

## Carrera professional
El 1933, es va unir a l'empresa de tapissos i teixits Het Paapje a Voorschoten, Països Baixos on hi va treballar durant cinc anys i 7 mesos, mentre vivia a Wassenaar.

### Segona Guerra Mundial
Els seus pares, fugint del nacionalsocialisme, van establir-se als Estats Units per ensenyar al Black Mountain College, prop d'Asheville, Carolina del Nord. Trude es va casar amb un fotògraf de la Bauhaus el 1939, Paul Guermonprez, i van anar a viure junts als Països Baixos. Paul treballava com a dissenyador gràfic i va fundar la seva pròpia empresa de publicitat Co-op 2, abans de ser reclutat per l'exèrcit holandès. El 1940, Alemanya va ocupar els Països Baixos i Paul va morir el 1944 per execució nazi, mentre lluitava a la resistència holandesa.
Després de la seva mort Trude Jalowetz es va canviar el cognom a Trude Guermonprez. Es va haver d'amagar fins al final de la Segona Guerra Mundial.

### Col·legi Black Mountain
L'any 1947, amb el suport d'Anni Albers es va traslladar als Estats Units. Va començar la seva carrera docent al Black Mountain College, mentre Anni Albers estava fora de període sabàtic, on donà classes de teixit i disseny coincidint amb la seva mare Johanna Jalowetz i la seva germana Lisa Aronson, que també ensenyaven a l'escola. Al retorn d'Anni, se li va demanar a Guermonprez que continués com a professora a temps complet. Va romandre al Black Mountain College fins a la dissolució del programa de teixit el 1949.

### Pond Farm Workshops i San Francisco
Després d'abandonar la universitat de Black Mountain, Guermonprez es va traslladar a l'oest i es va unir a Pond Farm, una colònia d'artistes dirigida per la ceramista de la Bauhaus Marguerite Wildenhain a Guerneville, Califòrnia, on va impartir workshops. Allà va conèixer John Elsesser, fuster i constructor de mobles, amb qui es va casar el 24 de març de 1951.
La parella es va traslladar a San Francisco, al 810 Clipper Street en una gran casa que John havia restaurat. Al desembre de 1952, va adquirir la nacionalitat als Estats Units.

### Col·legi de les Arts de Califòrnia
El 1954, Guermonprez es va incorporar a la facultat de California College of the Arts (CCA, abans California College of Arts and Crafts). El 1960, va exercir com a presidenta del Departament d'Artesania del CCA, supervisant: arts del metall, ceràmica, bufat de vidre, costura i estampació tèxtil, a més de supervisar el pla d'estudis de tèxtil. Entre els seus alumnes hi havia Kay Sekimachi, Sheila O'Hara, Ann Wilson i Jane Lackey, entre d'altres.
També va treballar com a professora a l'Oakland College i al San Francisco Art Institute.

## Tèxtil

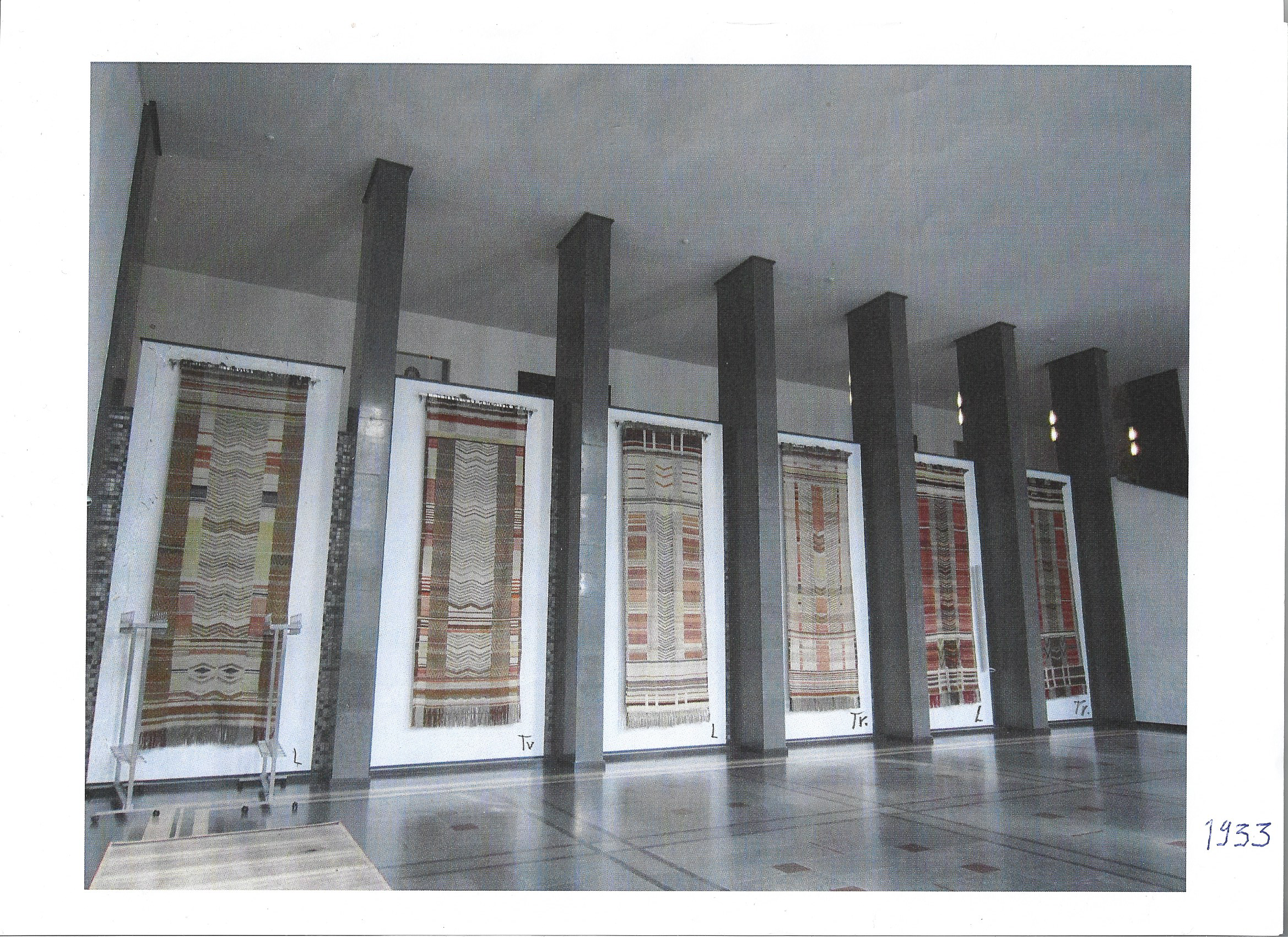
Els sis tapissos per a l'Ajuntament d'Enschede (Imatge A)

Al llarg de la seva carrera, la major part del seu treball va ser per a encàrrecs privats. De vegades colaborava amb el seu marit John Elsesser, que construïa mobles, i Guermonprez creava tèxtils per a la tapisseria.
Guermonprez va combinar les possibilitats pictòriques de la serigrafia amb la geometria estructural implícita en l'ordit i la trama per crear tapissos de fibra rics en textura i alhora dibuixats amb delicadesa. També utilitzava la tècnica de pintar directament sobre l'ordit.
Guermonprez va tenir dues exposicions individuals al Museu De Young, una el 1964 i l'altra el 1970. Va ser galardonada amb la Medalla d'Artesania de l'Institut Americà d'Arquitectes (1970) pel seu "distingit disseny creatiu" en tèxtils i teixits. Va ser membre del American Craft Council (1975).

### Treball tèxtil a Het Paapje (1933)
Trude vivia a poca distància a peu de Het Paapje, en un paisatge típic i pintoresc holandès; amb prats, séquies rectes, vaques i masies.
Juntament amb una companya teixidora van rebre l'encàrrec de confeccionar sis tapissos (d'uns 1,80 m d'alçada aproximada) per a decorar el vestíbul d'entrada de l'ajuntament de nova construcció l'any 1933 de la ciutat d'Enschede, que encara segueixen allà. El segon, el quart i el sisè són teixits per Trude. (veure imatge A)
El sisè tapís és robust i subtil en detall. Trude exposa una rica variació de tècniques de teixit, formant elements figuratius bàsics en una rica composició. (veure imatge B)
Al començament del seu treball a Het Paapje, Trude havia aprofitat l'oportunitat per expressar les seves arrels en una petita estora teixida de 132x95x1,5 cm. A la part baixa de l'estora podem veure-hi representat fullatge amb una bonica flor blava. A la part superior, una casa groga amb finestres i un gall al terrat. Aquest element que sembla evocar un conte infantil probablement era extret del folklore txec. (veure imatge C)
Aquesta catifa és un dels últims tèxtils fets per Trude a Het Paapje, gairebé fràgil però amb un disseny ferm i juganer. És típic de Trude i recorda fortament les obres de Mondriaan i Van der Leck; com si recentment hagués vist els seus quadres a Amsterdam. (veure imatge E)

## Mort i llegat

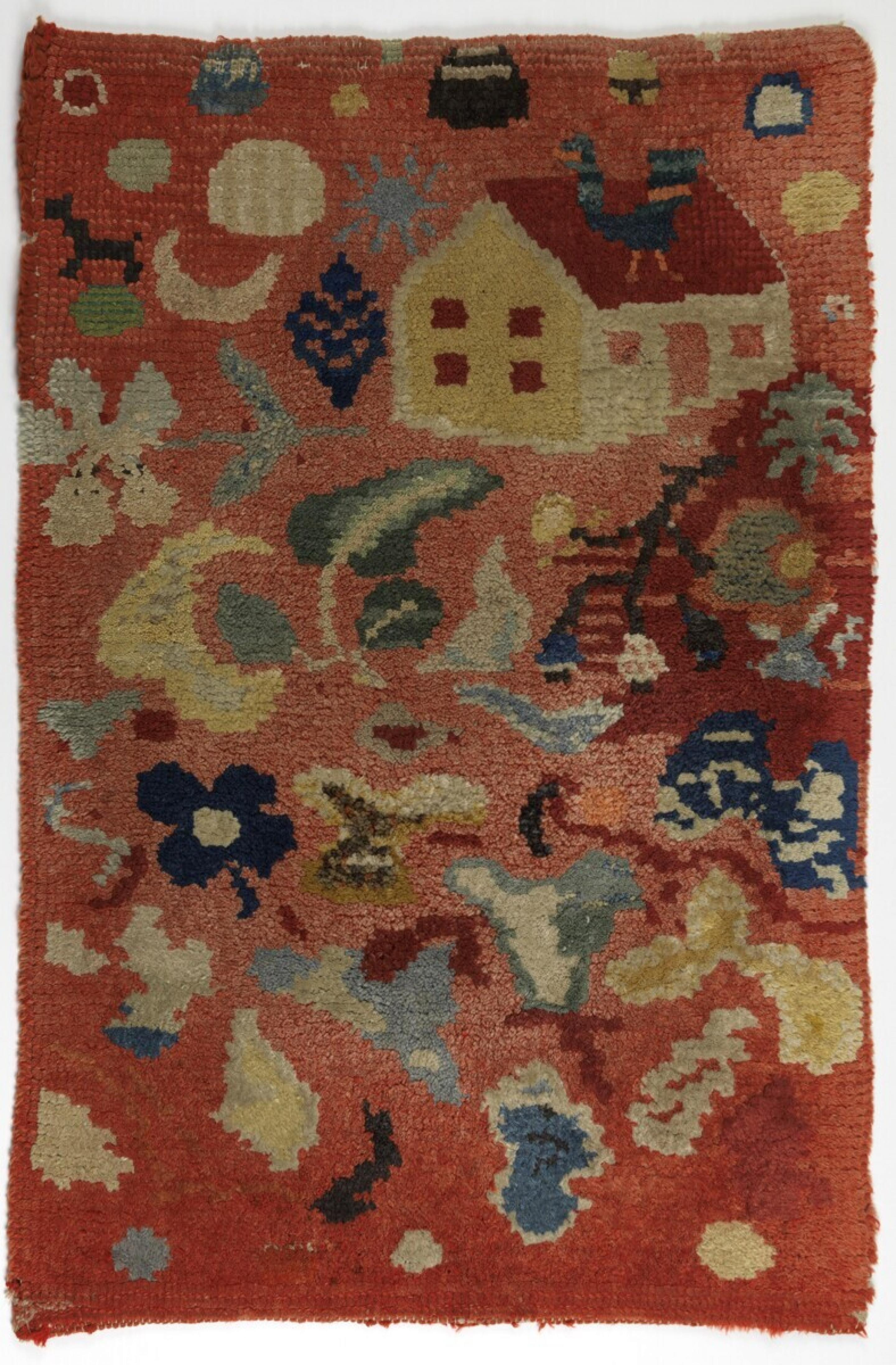
Imatge C

Guermonprez va morir el 8 de maig de 1976, després d'una breu malaltia a l'Hospital Mount Zion de San Francisco, Califòrnia.

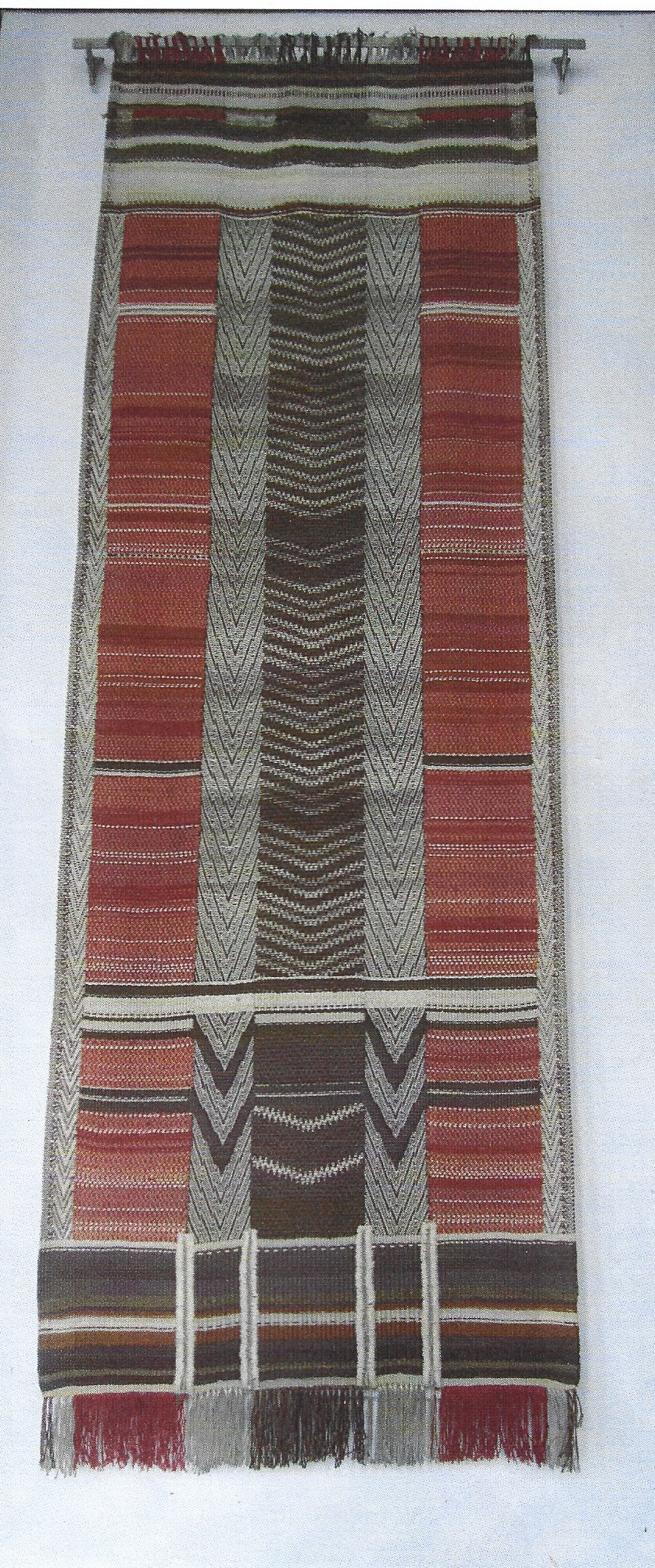
Sisè tapís per a l'Ajuntament d'Enschede (Imatge B)

L'obra de Guermonprez està inclosa en quatre col·leccions de museus holandesos incloent The Museum Boymans van Beuningen, Rotterdam, The Textile museum, Tilburg, The Voorschotens Museum, Voorschoten o The Art museum, La Haiaentre d'altres.
Pòstumament es va fer una exposició individual al Museu d'Oakland de Califòrnia, The Tapestries of Trude Guermonprez (1982).